# Изо (филм)
Изо је јапански филм, режисера Такашија Миикеа, снимљен 2004. Главни лик филма је заснован на Изоу Окади (1832–1865), самурају и плаћенику из 19. века. Лик Изоа је иначе већ приказан на филму, и то у Хитокирију (1969) Хидеа Гоше, где га је глумио Шинтаро Кацу. Изо није ограничен правилима стварности, нити временом и простором, те се радије може рећи да је овде приказан његов дух. Филм је крајње надреалан приказ Изоових крвавих, мада и филозофских сусрета у загробном животу. Миике се пратећи крваву Изоову епопеју ослања на симболизам, повремено прекидајући ток нарације архивским снимцима Другог светског рата, које на гитари прати певач есид-фолка Казуки Томокава. Казуја Накајама тумачи лик Изоа, и у безбројне персоне које среће на свом путу између осталих спадају и јапански забављач Такеши Китано и амерички спортиста Боб Сап.